# Thelypteris oligocarpa
Thelypteris oligocarpa är en kärrbräkenväxtart som först beskrevs av Alexander von Humboldt, Amp; Bonpl. och Carl Ludwig Willdenow, och fick sitt nu gällande namn av Ren-Chang Ching. Thelypteris oligocarpa ingår i släktet Thelypteris och familjen Thelypteridaceae. Utöver nominatformen finns också underarten T. o. crassistipitata.